# 出雲果安
出雲 果安（いずも の はたやす、生没年不詳）は、奈良時代の豪族。姓は臣。出雲叡屋または出雲帯（帯許）の子とする系図がある。官位は外正七位下・出雲国造。

## 経歴
元明朝の和銅元年（708年）に第25代出雲国造となる。文武天皇2年（698年）の詔により、筑前国宗形と出雲国意宇の両郡の郡司はともに三等以上の親族を続けて任用可能とされ、さらにこの当時、出雲国造は就任と同時に本拠地である意宇郡の大領を兼任することになっていたことから、果安も意宇郡大領を兼帯していたと考えられている。
霊亀2年（716年）出雲国造として、斎戒を済ませて神賀詞を奏上する（この時の位階は正七位上）。神祇大副・中臣人足がその祝詞を元正天皇に奏聞した。この日、百官らも物忌みをした。続けて、果安から祝部に至るまでの110人あまりが、位階を進められるとともに禄を与えられた。また、『延喜式』では、「凡そ初めて出雲国造に任ずる者、四階を進めて叙す」とされ、果安も国造に任じられた際に昇叙した可能性が高い。また、同じく「国司は国造諸祝部并子弟等を率いて入朝し」とあることから、この時に進位・賜禄の対象となった110人余りは、出雲国から朝廷に赴いていた可能性が高い。

## 系譜
- 父：出雲叡屋または出雲帯（帯許）[6]
- 母：不詳
- 生母不詳の子女
  - 男子：出雲広嶋[6]
  - 男子：出雲弟山[6] - 一説では広嶋の子
  - 男子：出雲川継[6]